# Marek Kodr
Marek Kodr (* 17. srpna 1996 v Praze) je český fotbalový obránce či záložník a mládežnický reprezentant, od září 2015 působící v klubu SK Slavia Praha.

## Klubová kariéra

### SK Slavia Praha
Marek Kodr je odchovancem SK Slavia Praha.
Před sezonou 2014/15 se propracoval do prvního mužstva. V 1. české lize debutoval pod trenérem Miroslavem Beránkem v ligovém utkání třetího kola 10. srpna 2014 proti FC Slovan Liberec (výhra 4:1). Nastoupil do druhého poločasu, když vystřídal zraněného kapitána Martina Latku. V základní sestavě v lize debutoval 16. srpna 2014 ve čtvrtém kole proti FK Teplice (porážka 1:2).

### FK Varnsdorf (hostování)
V létě 2015 odešel na půlroční hostování do FK Varnsdorf.

## Reprezentační kariéra
Kodr je mládežnickým reprezentantem České republiky.